# جانسل الچین
جانسل الچین (ترکی استانبولی: Cansel Elçin؛ زادهٔ ۲۰ سپتامبر ۱۹۷۲) بازیگر، و کارگردان وفیلم‌نامه‌نویس اهل ترکیه است. وی از سال ۱۹۹۷ میلادی تاکنون مشغول فعالیت بوده است.